# Prionomyrmex macrops
Prionomyrmex macrops é uma espécie de formiga do gênero Prionomyrmex, pertencente à subfamília Prionomyrmecinae.